# Chrysotimus arizonicus
Chrysotimus arizonicus är en tvåvingeart som beskrevs av Robinson 1967. Chrysotimus arizonicus ingår i släktet Chrysotimus och familjen styltflugor.
Artens utbredningsområde är Arizona. Inga underarter finns listade i Catalogue of Life.